# پولنتسکو
پولنتسکو (به آلمانی: Polenzko) یک منطقهٔ مسکونی در آلمان است که در تسبرست واقع شده‌است. پولنتسکو ۳۰۱ نفر جمعیت دارد.